# Officine Meccaniche Isola Bella
S.A. Officine Meccaniche Isola Bella, zuvor Restelli, Buzio & C., war ein italienischer Hersteller von Automobilen.

## Unternehmensgeschichte
Enrico Restelli gründete 1909 an der Via Disciplini 15 A in Mailand das Unternehmen Restelli, Buzio & C. zur Produktion von Fahrrädern und Flugmotoren. Der Markenname lautete Rebus. Von einem geplanten Automobil entstand lediglich ein Prototyp. Nach dem Ersten Weltkrieg hieß das Unternehmen S.A. Officine Meccaniche Isola Bella und war an der Via A. Della Pergola 9 in Mailand ansässig. Die nun serienmäßig hergestellten Automobile wurden als Restelli vermarktet. 1923 endete die Produktion.

## Fahrzeuge

### Markenname Rebus
Das Modell 10 HP blieb ein Prototyp. Für den Antrieb sorgte ein Vierzylinder-Monoblockmotor mit 1724 cm³ Hubraum. Das Getriebe verfügte über vier Gänge.

### Markenname Restelli
Das Unternehmen stellte eigene Vierzylindermotoren her. Ein Modell hatte einen Motor mit OHC-Ventilsteuerung und 1490 cm³ Hubraum. Ein anderes Modell hatte einen Motor mit zwei obenliegenden Nockenwellen und 1459 cm³ Hubraum.

## Renneinsätze
Antonio Lago, der später zu Talbot ging, fuhr einen Restelli. Enrico Restelli errang einen Klassensieg mit einem seiner Fahrzeuge beim Rennen von Susa nach Moncenisio.